# Elina Nechayeva
Elina Nechayeva (în estonă Elina Netšajeva, în rusă Элина Нечаева; n. 10 noiembrie 1991, Tallinn, Estonia) este o soprană estonă. Ea a reprezentat Estonia la Concursul Muzical Eurovision 2018 de la Lisabona, Portugalia, cu piesa „La forza”.

## Carieră
În 2009, a debutat public în cel de-al treilea sezon al emisiunii Eesti otsib superstaari⁠(d), la care a participat, dar a fost eliminată în turul preliminar la fete. Ea a absolvit Școala Franceză din Tallinn în 2011. Ea a participat la competiția ETV Klassikatähed 2014 și a fost una dintre cele trei finaliste. În 2016, a absolvit Academia Estonă de Muzică și Teatru cu un master în canto clasic. Netšajeva a fost una dintre gazdele semifinalelor Eesti Laul 2017, alături de Marko Reikop⁠(d). La 3 martie 2018, Netšajeva a câștigat Eesti Laul 2018 cu piesa în limba italiană „La forza”, și a reprezentat Estonia la Concursul Muzical Eurovision 2018 în care a ajuns pe locul 8 în Marea Finală.
De asemenea, a avut o apariție în filmul american de comedie muzicală din 2020 Concursul Muzical Eurovision: Povestea trupei Fire Saga (Eurovision Song Contest: The Story of Fire Saga, regia David Dobkin⁠(d)).
Ea a terminat pe locul doi în cel de-al doilea sezon al versiunii din Estonia a emisiunii Masked Singer, jucând „The Phoenix”. 
Elina Nechayeva a revenit la Eesti Laul în 2022⁠(d) cu piesa „Remedy”, scrisă de Sven Lõhmus⁠(d) și s-a clasat pe locul 8 în finală.

## Teatru
În teatru, a interpretat-o pe Giannetta în „Elixirul dragostei” de Gaetano Donizetti, Juliette în „Contele de Luxemburg” de Franz Lehár; Umbra prințesei/Privighetoarea în „L'enfant et les sortileges” de Maurice Ravel și Eurydike în „Orfeu în infern” de Jacques Offenbach. De asemenea, a apărut în roluri dramatice și a interpretat-o pe Eliza Doolittle în „My Fair Lady”, un musical bazat pe piesa lui George Bernard Shaw din 1913 Pigmalion, cu versuri de Alan Jay Lerner și muzică de Frederick Loewe⁠(d).

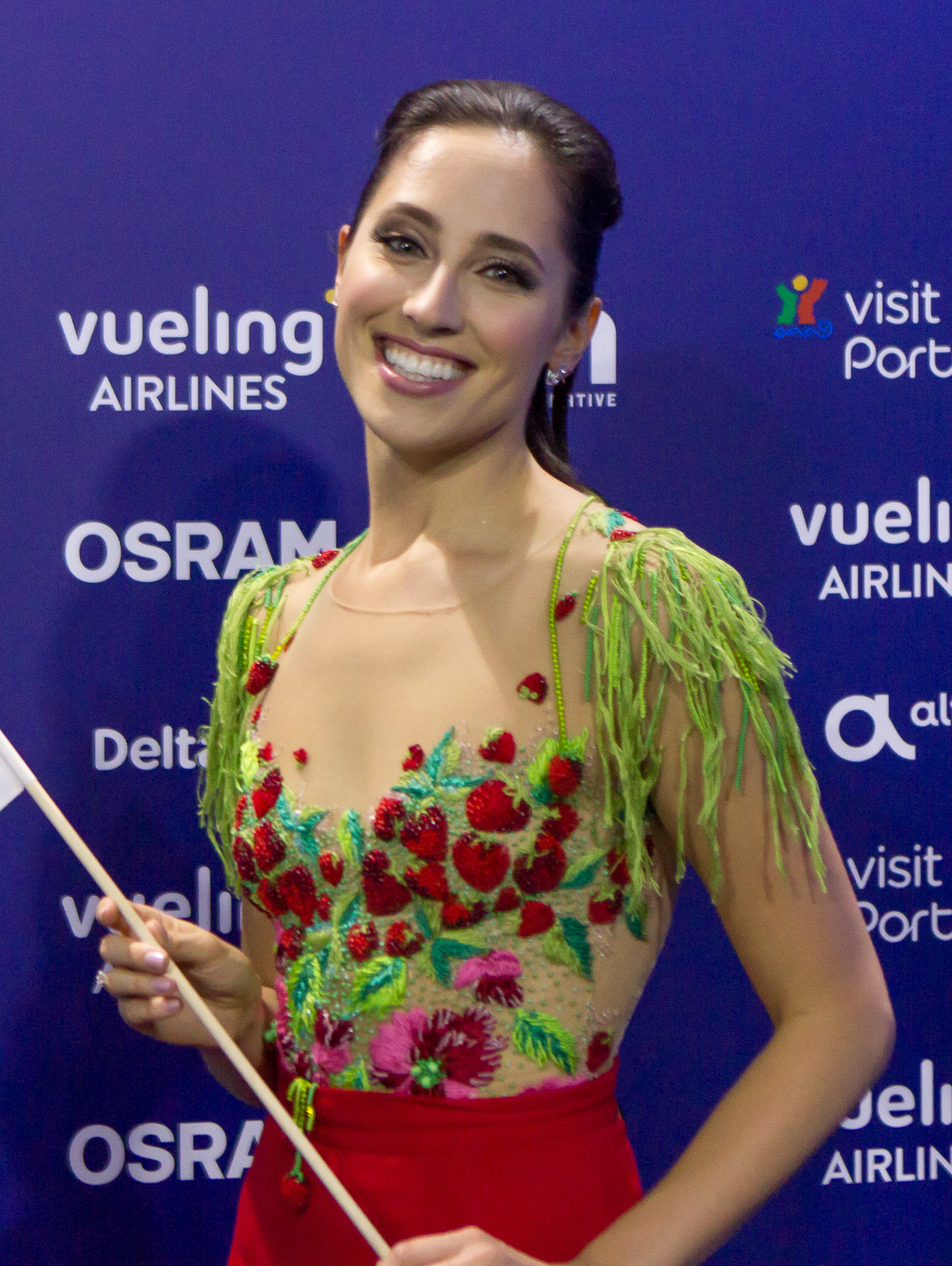

## Viață personală
În decembrie 2017, și-a anglicizat numele de scenă schimbându-și ortografia din Netšajeva în Nechayeva, cu aceeași pronunție.
Netšajeva este de ascendență mixtă ciuvașă, estonă și rusă. Astfel, ea a fost prima participantă la Eurovision cu descendență ciuvașă.

## Discografie

### Single-uri
| Titlu               | An   | Clasare | Clasare | Album            |
| Titlu               | An   | EST     | FRA     | Album            |
| ------------------- | ---- | ------- | ------- | ---------------- |
| "La forza⁠(d)"       | 2018 | 19      | 115     | Non-album single |
| "La voce dell'alba" | 2019 | 1       | 87      | Va fi anunțat    |

### Albume
| An   | Nume                | Casă de discuri | Format | Limbă                                                |
| ---- | ------------------- | --------------- | ------ | ---------------------------------------------------- |
| 2021 | The Sound of Beauty |                 | CD     | germană, franceză, italiană, latină, estonă, engleză |